# Büttikon
Büttikon est une commune suisse du canton d'Argovie, située dans le district de Bremgarten.

Vue aérienne (1953).